# دوندوکوفسکایا
دوندوکوفسکایا (به لاتین: Dondukovskaya) یک منطقهٔ مسکونی در روسیه است که در شهرستان گیاگینسکی واقع شده‌است.